# Стара кућа у Нишу
Стара кућа у Нишу је кућа на спрат у Копитаревој улици, коју називају још и Казанџијско сокаче.Настала је по наруџбини занатлије и трговца Златка Златковића 1837. године.

## Архитектура
Грађена је у оријентално балканском стилу и спада у објекте народног градитељства за становање. Приземни део куће урађен је од камена и њен већи део северне стране користио се као подрум, док су две мање просторије одвојене уским ходником од подрума према југу служиле за оставу хране. Зидови на спрату су грађени у систему бондрука. Двокраке дрвене степенице којима се из дворишта долазило на спрат нису се очувале у целости, остао је само један крак на десној страни. Дивана која је постојала на спрату са леве стране одавно је претворена у собу. Улазна врата на спрату украшена су једноставним геометријским орнаментима. Долапи изграђени у кухињској остави и ходнику су делимично оштећени и скоро неупотребљиви и запостављени. Кров је био четвороводан са благим нагибом и умерено испуштеним стрехама. На њему се налазила ћерамида. Велики део својих архитектонско ликовних вредности Стара кућа у Копитаревој улици изгубила је накнадним интервенцијама. Један од каснијих захвата због ког објекат губи свој првобитни изглед је и проширење на спрату које је изведено у духу варошке архитектуре, са мансардним кровом и лучним прозорима.

## Споменик културе
Стара кућа у Нишу уписана је у Непокретна културна добра на територији општине Медијана, града Ниша под називом Стара кућа на спрат у Копитаревој улици. На основу одлуке Извршног савета Скупштине општине Ниш, 1986. године регистрована је од стране Завода за заштиту споменика културе у Нишу и заведена као непокретно културно добро: споменик културе.